# Mais que Amigos = Irmãos
Mais que Amigos = Irmãos é um álbum ao vivo gravado em parceria pelas bandas Catedral e Novo Som e lançado pela gravadora Mess Entretenimento em 2013.

## Faixas
1. Deixa Brilhar a Luz - 04:33 (Lenilton)
2. Você - 06:02
3. Nova Estrada - 05:41 (Lenilton)
4. Não Vou Te Esquecer - 02:58
5. Acredita - 07:01 (Lenilton)
6. Deus é Maior - 03:38
7. Um Motivo Pra Sorrir - 04:29 (Davi Fernandes e Jill Viegas)
8. Somos Todos Iguais - 03:13
9. Elo de Amor - 06:22 (Lenilton)
10. Pedro Zé - 07:35
11. Chame a Deus - 04:07
12. Escrevi - 05:05 (Lenilton)
13. O Silêncio - 04:03
14. Jesus Cristo Vem - 04:45 (Alex Gonzaga)

## Créditos

### Novo Som
- Lead Vocal: Alex Gonzaga
- Teclados: Mito e Leandro Silva
- Guitarra: Marcelo Horsth
- Baixo: Charles Martins
- Bateria: Geraldo Abdo

### Banda Catedral
- Lead Vocal e guitarra base: Kim
- Baixo: Júlio Cesar
- Bateria: Guilherme Morgado
- Teclado: Wescley Rodrigues
- Guitarras: Diego Cesar